# C·W·策拉姆

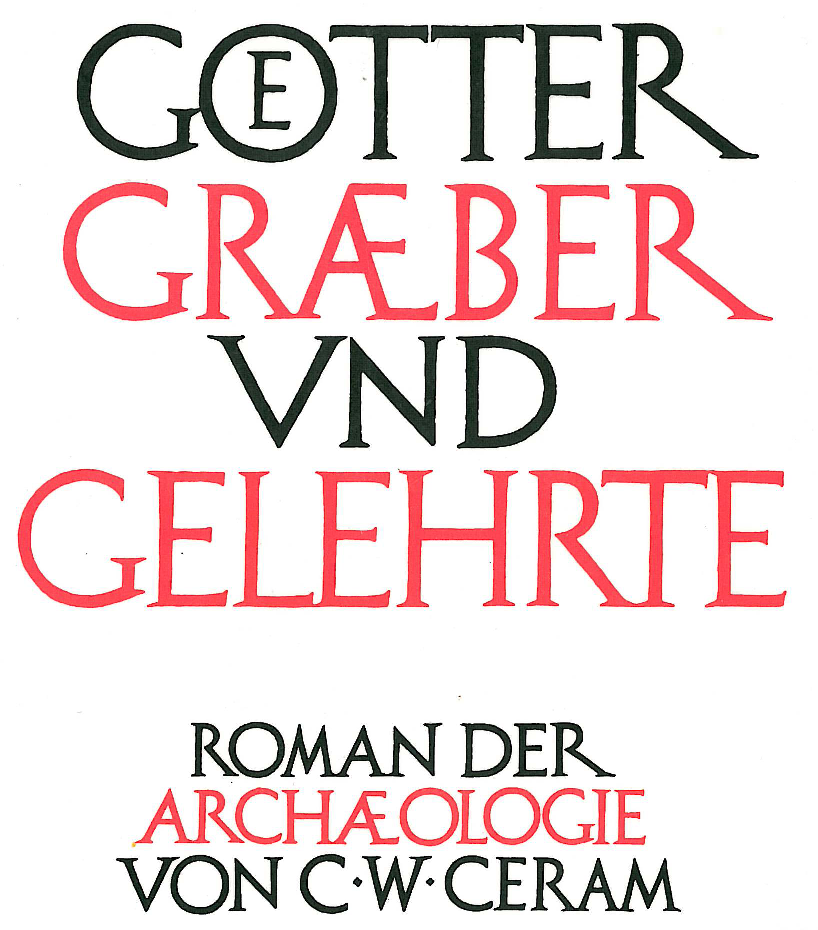
神祇、陵墓与学者1949年德文初版的封面

C·W·策拉姆（德語：C. W. Ceram，1915年1月20日—1972年4月12日）是一位德国记者和杂志编辑，以考古学作品闻名，主要作品有《神祇、陵墓与学者：考古学传奇》（Götter, Gräber und Gelehrte: Roman der Archäologie）等。